# Henric al IV-lea de Brabant
Henric al IV-lea (n. 1251, Leuven, Ducatul Brabant – d. după 29 aprilie 1272, Leuven, Ducatul Brabant) a fost duce de Brabant între 1261 și 1267.
Tatăl său a fost ducele Henric al III-lea de Brabant, iar mama sa a fost Adelaida de Burgundia, fiica ducelui Hugo al IV-lea de Burgundia. El era fratele mai mare al Mariei de Brabant, soția regelui Filip al III-lea al Franței.
Henric a succedat tatălui său la vârsta de 10 ani, sub tutela mamei sale care a fost contestată de cumnatul ei, Henric I de Hessa, și de vărul său, Henric de Louvain, stăpân în Gaesbeek. Henric avea o sănătate șubredă și o inteligență limitată și a renunțat la titlul ducal în 1267 în favoarea fratelui său, Ioan I.
Henric fost logodit în 1257 cu Margareta de Franța (1255 – 1271), fiica regelui Ludovic al IX-lea al Franței, dar logodna a fost anulată câțiva ani mai târziu datorită tulburărilor sale mentale. Margareta a devenit ulterior soția lui Ioan I, fratele lui Henric. 
A devenit novice în Abația Saint Bénigne din Dijon (Burgundia) unde a depus jurământul la 1 octombrie 1269. Ultima sa menționare într-un document a fost la 28 aprilie 1272.